# Michael Skibbe
Michael Skibbe est un footballeur allemand reconverti entraîneur né le 4 août 1965 à Gelsenkirchen.

## Biographie

### Carrière de joueur
Il commence sa carrière de footballeur au SG Wattenscheid 09 avant de rejoindre en 1982 le club de Schalke 04, avec ce dernier Skibbe y dispute son premier match le 10 juin 1984 lors de la dernière journée de championnat de seconde division allemande face à Rot-Weiss Essen en entrant à la place de Olaf Thon. Cette victoire (3-2) permet au club de Gelsenkirchen d'accéder à la première division. Il totalise une quinzaine de matchs joués et inscrit le seul but de sa modeste carrière lors de la victoire 4-2 face au VfL Bochum en avril 1986. Mais il est régulièrement blessé aux genoux avec trois déchirures des ligaments croisés, il se voit obligé de mettre fin prématurément à sa carrière de joueur.

### Carrière d'entraîneur
Michael Skibbe commence alors une carrière d'entraîneur à l'âge de 22 ans, en entraînant les juniors de Schalke 04 pendant deux ans avant de rejoindre le Borussia Dortmund en tant que coordinateur des sections jeunes. Par la suite il entraîne les U19 de 1994 à 1997 puis la réserve du club (Borussia Dortmund Amateure) pendant une saison et qu'il parvient à faire monter en Regionalliga (3e division).
En juillet 1998, il remplace l'Italien Nevio Scala au poste d'entraîneur principal de l'équipe première, non maintenu après une décevante dixième place en championnat, Skibbe devient alors à l'âge de 32 ans seulement, le plus jeune manager de tous les temps de la Bundesliga. Pour sa première saison à la tête de l'équipe, il parvient à la qualifier pour la Ligue des champions en étant quatrième grâce à une meilleure différence de buts sur le 1. FC Kaiserslautern à égalité de points au classement avec 57 unités.
Skibbe devient ensuite lors de l'année 2000 l'adjoint de Rudi Völler à la tête de l'équipe d'Allemagne et devient également coordinateur des jeunes au sein de la DFB. Il reste à son poste jusqu'en 2004 (tout comme Völler),. Il entraîne ensuite le Bayer Leverkusen de 2005 à 2008.
Pendant la saison 2008-2009, il entraîne l'équipe turque de Galatasaray. Le 23 février 2009, il est remercié par le club pour causes de mauvais résultats (la veille l'équipe venait de subir une défaite 2-5 à domicile contre la lanterne rouge de la Süper Lig).
En juin 2009, il signe un contrat avec Eintracht Francfort. Il est démis de ses fonctions en mars 2011.

## Parcours

### Joueur
- 1983-1987 :  Schalke 04

### Entraîneur
- 1998-fév. 2000 :  Borussia Dortmund
- oct. 2005-2008 :  Bayer Leverkusen
- 2008-fév. 2009 :  Galatasaray SK
- 2009-mars 2011 :  Eintracht Francfort
- 2011-déc. 2011 :  Eskişehirspor Kulübü
- déc. 2011-fév. 2012 :  Hertha BSC Berlin
- 2012-nov. 2012 :  Karabükspor[10]
- 2013-jan. 2015 :  Grasshopper Zurich
- jan. 2015-oct. 2015 :  Eskişehirspor
- oct. 2015-oct.2018 :  Grèce[11]

## Statistiques

### Entraîneur
Mis à jour le 15 décembre 2013.
| Borussia Dortmund    | 1er juillet 1998   | 6 février 2000   | 68  | 29  | 20 | 19  | 42.6 |
| Allemagne -20 ans    | 1er septembre 2004 | 2 juillet 2005   | 14  | 6   | 5  | 3   | 42.9 |
| Bayer Leverkusen     | 9 octobre 2005     | 21 mai 2008      | 123 | 52  | 26 | 45  | 42.3 |
| Galatasaray SK       | 11 juin 2008       | 23 février 2009  | 37  | 20  | 9  | 8   | 54.1 |
| Eintracht Francfort  | 5 juin 2009        | 22 mars 2011     | 67  | 25  | 15 | 27  | 37.3 |
| Eskişehirspor        | 18 juillet 2011    | 21 décembre 2011 | 17  | 9   | 3  | 5   | 52.9 |
| Hertha BSC Berlin    | 22 décembre 2011   | 12 février 2012  | 5   | 0   | 0  | 5   | 0.0  |
| Kardemir Karabükspor | 17 mai 2012        | 4 novembre 2012  | 12  | 4   | 3  | 5   | 33.3 |
| Grasshopper Zurich   | 15 juin 2013       | en cours         | 26  | 12  | 7  | 7   | 46.2 |
| Total                | Total              | Total            | 369 | 157 | 88 | 124 | 42.5 |

## Palmarès
- Galatasaray SK
  - TFF Süper Kupa : 
    - Vainqueur (1) : 2008